# Hornschuchia
Hornschuchia is een geslacht uit de familie Annonaceae. De soorten uit het geslacht komen voor in Oost-Brazilië.

## Soorten
- Hornschuchia alba (A.St.-Hil.) R.E.Fr.
- Hornschuchia bryotrophe Nees
- Hornschuchia cauliflora Maas & Setten
- Hornschuchia citriodora D.M.Johnson
- Hornschuchia leptandra D.M.Johnson
- Hornschuchia lianarum D.M.Johnson
- Hornschuchia mediterranea Mello-Silva & D.M.Johnson
- Hornschuchia mellosilvae L.Vilela & J.C.Lopes
- Hornschuchia myrtillus Nees
- Hornschuchia obliqua Maas & Setten
- Hornschuchia polyantha Maas
- Hornschuchia santosii D.M.Johnson